# Edgar Salis
Edgar Salis, né le 20 mai 1970 à Coire, est un joueur professionnel suisse de hockey sur glace. Il a évolue au poste de défenseur jusqu'à sa retraite en 2005. Depuis janvier 2009, il est le directeur sportif des ZSC Lions.

## Biographie

### Carrière en club
Edgar Salis commence sa carrière au SC Rapperswil-Jona, qui évolue alors en LNB lors de la saison 1990-1991, avant de revenir, une année plus tard, dans le club de sa ville natale, le HC Coire, pour faire ses débuts en LNA.
En 1992, il quitte les Grisons pour le CP Berne, où il ne reste qu'une saison, avant de rejoindre les ZSC Lions. Il reste dans la capitale économique de la Suisse jusqu'en 1997, lorsqu'il s'engage avec le HC Ambri-Piotta.
Il ne reste que deux saisons en Léventine, remportant une première Coupe continentale et atteignant la finale des séries éliminatoires de la saison 1998-1999, qu'Ambri perd face au rival cantonal, le HC Lugano.
Il retourne alors aux ZSC Lions, avec qui il remporte deux titres de champion de Suisse et deux autres Coupes continentales. Il met un terme à sa carrière de joueur à la fin de la saison 2004-2005.
En janvier 2009, il est nommé directeur sportif des ZSC Lions.

### Carrière internationale
Edgar Salis a participé à quatre championnats du monde, en 1994, 1998, 2000 et Championnat du monde de hockey sur glace 2001. Il a également disputé les Jeux olympiques 2002 à Salt Lake City.

## Palmarès
Ligue nationale A
- Champion de Suisse en 2000 et 2001 avec les ZSC Lions.
- Vice-champion de Suisse en 1999 avec le HC Ambri-Piotta, en 2002 et en 2005 avec les ZSC Lions.

Coupe continentale
- Vainqueur en 1999 avec le HC Ambri-Piotta, en 2001 et 2002 avec les ZSC Lions.

## Statistiques

### Statistiques en club
| Saison     | Équipe             | Ligue      |     | Saison régulière | Saison régulière | Saison régulière | Saison régulière | Saison régulière |    | Séries éliminatoires | Séries éliminatoires | Séries éliminatoires | Séries éliminatoires | Séries éliminatoires |
| Saison     | Équipe             | Ligue      | PJ  | B                | A                | Pts              | Pun              | PJ               | B  | A                    | Pts                  | Pun                  |                      |                      |
| 1990-1991  | SC Rapperswil-Jona | LNB        | 36  | 1                | 5                | 6                | 48               | 8                | 2  | 0                    | 2                    | 11                   |                      |                      |
| 1991-1992  | HC Coire           | LNA        | 28  | 2                | 8                | 10               | 67               | 10               | 5  | 2                    | 7                    | 10                   |                      |                      |
| 1992-1993  | CP Berne           | LNA        | 36  | 5                | 7                | 12               | 65               | 5                | 1  | 0                    | 1                    | 2                    |                      |                      |
| 1993-1994  | ZSC Lions          | LNA        | 36  | 4                | 9                | 13               | 62               | 3                | 0  | 1                    | 1                    | 6                    |                      |                      |
| 1994-1995  | ZSC Lions          | LNA        | 33  | 3                | 10               | 13               | 36               | 5                | 3  | 0                    | 3                    | 12                   |                      |                      |
| 1995-1996  | ZSC Lions          | LNA        | 26  | 7                | 9                | 16               | 65               |                  |    |                      |                      |                      |                      |                      |
| 1996-1997  | ZSC Lions          | LNA        | 44  | 6                | 11               | 17               | 70               |                  |    |                      |                      |                      |                      |                      |
| 1997-1998  | HC Ambri-Piotta    | LNA        | 36  | 8                | 10               | 18               | 65               | 14               | 0  | 0                    | 0                    | 26                   |                      |                      |
| 1998-1999  | HC Ambri-Piotta    | LNA        | 44  | 3                | 8                | 11               | 30               | 15               | 2  | 1                    | 3                    | 24                   |                      |                      |
| 1999-2000  | ZSC Lions          | LNA        | 43  | 4                | 7                | 11               | 44               | 11               | 1  | 3                    | 4                    | 4                    |                      |                      |
| 2000-2001  | ZSC Lions          | LNA        | 43  | 4                | 13               | 17               | 36               | 15               | 3  | 3                    | 6                    | 20                   |                      |                      |
| 2001-2002  | ZSC Lions          | LNA        | 42  | 1                | 7                | 8                | 45               |                  |    |                      |                      |                      |                      |                      |
| 2002-2003  | ZSC Lions          | LNA        | 35  | 0                | 9                | 9                | 26               |                  |    |                      |                      |                      |                      |                      |
| 2003-2004  | ZSC Lions          | LNA        | 42  | 1                | 7                | 8                | 65               | 13               | 0  | 0                    | 0                    | 12                   |                      |                      |
| 2004-2005  | ZSC Lions          | LNA        | 39  | 0                | 5                | 5                | 20               | 15               | 0  | 1                    | 1                    | 14                   |                      |                      |
| Totaux LNA | Totaux LNA         | Totaux LNA | 527 | 48               | 120              | 168              | 696              | 106              | 15 | 11                   | 26                   | 130                  |                      |                      |

### En équipe de Suisse
| Année | Compétition |   | PJ | B | A | Pts | Pun                                      |  | Résultats |
| 1994  | CM B        | 6 | 0  | 0 | 0 | 10  | 13e place au total Promu dans la Poule A |  |           |
| 1998  | CM          | 9 | 1  | 0 | 1 | 2   | 4e place                                 |  |           |
| 2000  | CM          | 7 | 1  | 2 | 3 | 4   | 6e place                                 |  |           |
| 2001  | CM          | 6 | 1  | 0 | 1 | 2   | 9e place                                 |  |           |
| 2002  | JO          | 2 | 0  | 0 | 0 | 0   | 11e place                                |  |           |